# Antiquaria-Preis
Der Antiquaria-Preis wird seit 1995 jährlich vom Verein Buchkultur e. V., der Stadt Ludwigsburg und der Wiedeking Stiftung Stuttgart für „besondere Leistungen zur Förderung und Pflege der Buchkultur“ vergeben. Der Preis ist mit 10.000 Euro dotiert, wird seit 1995 im Rahmen der gleichnamigen Messe in Ludwigsburg verliehen und zeichnet besondere Verdienste um die Förderung, Pflege und Sichtbarmachung der Buchkultur aus. Neben Verlagen und Druckwerkstätten wurden auch Einzelpersonen wie Sammler, Wissenschaftlern oder Illustrator geehrt, die einen besonderen Beitrag zur Pflege und Erhaltung von Buchkunst und -geschichte leisten.
Die Preisträger werden von einer unabhängigen Fachjury ausgewählt. Vorschläge erhält die Jury aus einem virtuellen Findungskonvent, der aus etwa 250 Personen besteht.